# 불요증사실
불요증사실은 민사소송법상 개념으로 당사자 간에 다툼이 없는 사실(재판상 자백), 현저한 사실, 법률상 추정 받는 사실 등을 말한다. 

## 조문
제288조(불요증사실) 법원에서 당사자가 자백한 사실과 현저한 사실은 증명을 필요로 하지 아니한다. 다만, 진실에 어긋나는 자백은 그것이 착오로 말미암은 것임을 증명한 때에는 취소할 수 있다. 

## 참고 문헌
- 조상희, 『법학전문대학원 민사소송법 기본강의』. 한국학술정보(주), 2009. ISBN 9788953423077